# Pantolytomyia tungane
Pantolytomyia tungane är en stekelart som beskrevs av Naumann 1988. Pantolytomyia tungane ingår i släktet Pantolytomyia och familjen hyllhornsteklar. Inga underarter finns listade i Catalogue of Life.